# Weihrauch HW 40 PCA
Pour les articles homonymes, voir Weihrauch.
 (février 2021).
Le Weihrauch HW 40 PCA est un pistolet à air comprimé de Weihrauch & Weihrauch .

## Description
Le HW 40 PCA est un pistolet à 1 coup à air pré-comprimé de calibre 4.5 mm et calibre 5,5 mm pour le tir de loisir ou de sport. La conception est basée sur des pistolets modernes de gros calibre. La mise en œuvre technique reflète également la tendance des pistolets modernes de gros calibre : boîtier/crosse en matières plastiques, pièces très sollicitées telles que la mécanique interne, le canon rayé, etc. en métal. Ces excellentes performances de tir (précision) sont comparables à celles de pistolets de sport. Cependant, l'arme est nettement moins chère à l'achat.
En faisant pivoter la partie supérieure de l'arme, le projectile (diabolo 4,5 mm) peut être inséré dans le canon. Lorsque la partie supérieure est refermée, l'air nécessaire au tir est comprimée par un piston métallique. Ce processus d'armement active automatiquement un dispositif de sécurité qui empêche un tir accidentel. Le pistolet est alors prêt à tirer en poussant simplement la sécurité. L'énergie cinétique donnée à la balle est constante et est de 3,5 à 4 joules.
Le pistolet est équipé d'une hausse micrométrique réglable en élévation et en dérive. La prise de visée est facilitée par des fibres optiques intégrées.
Un rail en queue d'aronde de 11 mm sur la face supérieure offre la possibilité d'installer des accessoires comme une lunette ou un viseur point rouge.

Ici, une cible a été tirée avec un Weihrauch HW 40 PCA :

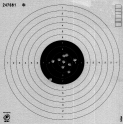
Weihrauch HW 40 PCA, modèle de tir réel (10 plombs, 10 mètres, mains libres)

## Littérature
- Robert Beeman, John B. Allen: Blue Book of Airguns, Blue Book Publications, 2010,  (ISBN 978-1-936120-03-1) .
- John Walter: Dictionary of Guns & Gunmakers, Édition 05/2018
- Robert E. Walker: Cartouches et identification des armes à feu, CRC Press, 2013,  (ISBN 978-1-4665-8881-3) .

## Liens
- Weihrauch & Weihrauch Sport GmbH & Co. KG, armes de sport